# Генк Расселл
Генрі Арг'ю Расселл (англ. Henry Argue Russell; нар. 15 грудня 1904 — пом. 9 листопада 1986) — американський легкоатлет, який спеціалізувався в бігу на короткі дистанції.

## Із життєпису
Олімпійський чемпіон в естафеті 4×100 метрів (1928).
На Олімпіаді-1928 також брав участь у бігу на 100 метрів, проте зупинився на півфінальній стадії.
Ексрекордсмен світу в естафеті 4×100 метрів.
Випускник Університета Корнелла.

## Основні міжнародні виступи
| Рік  | Змагання         | Місто     | Місце | Дисципліна |
| ---- | ---------------- | --------- | ----- | ---------- |
| 1928 | Олімпійські ігри | Амстердам | 2пф4  | 100 м      |
| 1928 | 1                | 4×100 м   |       |            |